# Viherlaakso Gorillas
I Viherlaakso Gorillas  sono stati una squadra di football americano di Espoo, in Finlandia.

## Dettaglio stagioni

### Tornei nazionali

#### Campionato

##### Vaahteraliiga
| Stagione | regular season | regular season | regular season | regular season | regular season | regular season | playoff | playoff | playoff | playoff | playoff | playoff   | playoff    |
|          | Vin            | Par            | Per            | Tot            | PF             | PS             | Vin     | Per     | Tot     | PF      | PS      | risultato | avversaria |
| -------- | -------------- | -------------- | -------------- | -------------- | -------------- | -------------- | ------- | ------- | ------- | ------- | ------- | --------- | ---------- |
| 1981     | 3              | 0              | 4              | 7              | 129            | 186            | -       | -       | -       | -       | -       | -         | -          |
| 1982     | 3              | 0              | 5              | 8              | 66             | 276            | -       | -       | -       | -       | -       | -         | -          |
| Totale   | 6              | 0              | 9              | 15             | 195            | 462            | -       | -       | -       | -       | -       |           |            |

Fonti: Enciclopedia del Football - A cura di Massimo Mezzetti